# کوبارگو، نیو ساوت ولز
کوبارگو (به انگلیسی: Cobargo) یک شهرک در استرالیا است که در نیو ساوت ولز واقع شده‌است.